# Harakat-e Islami-yi Afghanistan
Harakat-e Islami-yi Afghanistan (HIA) er et politisk parti i Afghanistan. Det var tidligere en del af Den Nordlige Alliance. Fra partiets grundlæggelse til 2005 har det været ledet af ayatollah Muhammad Asif Muhsini. HIA bevægelsen blev dannet i 1978. Gennem 1980'erne var HIA medlem af en alliance af Mujahid shiit organisationer støttet af Iran der var imod "Folkets demokratiske Parti" styret og de sovietiske tropper.
Efter USAs besættelse af Afghanistan brød en gruppe fra partiet ud og dannede "Afghanistans folks islamiske bevægelse". I februar 2005 gik Muhsini af som partiets leder, og blev efterfulgt af Hojjatolislam Seyyed Muhammad Ali Jawed.
| Politisk parti | Spire Denne artikel om et politisk parti eller gruppe er en spire som bør udbygges. Du er velkommen til at hjælpe Wikipedia ved at udvide den. |